# Церковь Воскресения Словущего (Кривандино)
Церковь Воскресения Христова — утраченный православный храм в селе Кривандино Шатурского района Московской области).

## История
В писцовых книгах Владимирского уезда 1637—1648 гг. упоминается погост в Кривандинской волости, в котором находилась деревянная церковь Воскресения Христова с приделом Покрова Пречистой Богородицы.
В 1740 году вместо обветшавшей Воскресенской церкви построена новая с тем же наименованием. Церковь строилась на подаяния жителей Москвы, большое участие в сборе пожертвований и строительстве принимал дьячок московской Троицкой церкви у Сухаревой башни Митрофан Григорьев.
В середине XVIII века была построена отдельная Покровская церковь, которая была освящена в 1776 году. В 1855 году отстроена новая тёплая Покровская церковь.
По данным 1890 года в состав прихода, кроме села, входили деревни: Бордуки, Дуреевская, Новосидориха, Ворониниская, Гавриловская, Ботино и Тарбеиха.
К 1930-м годам Воскресенская церковь сильно обветшала, в связи с чем была построена новая церковь, которая была освящена в 1933-34 году. Покровский храм в это время использовался как часовня.
Во второй половине 1930-х годов церкви были закрыты. В старой Воскресенской церкви устроили зерносклад.
Новая Воскресенская церковь действовала до 1939 или 1940 года, потом в его здании устроили клуб. В конце 1940-х годов здание храма было приспособлено под общежитие, позднее под жилой дом.